# Fantasma (Baustelle)
Fantasma è il sesto album in studio del gruppo musicale italiano Baustelle, pubblicato il 29 gennaio 2013 dalla Warner Atlantic.

## Descrizione
L'album esce a quasi tre anni di distanza dal precedente lavoro I mistici dell'Occidente (uscito nel marzo 2010) e segna una continuità con quest'ultimo nel percorso artistico dei Baustelle. Il gruppo ha iniziato a progettare il disco con l'intenzione di realizzare brani come moderni lieder, ossia semplici composizioni per pianoforte e voce, per poi rivestirle del suono di un'orchestra sinfonica. La formazione si è quindi avvalsa della collaborazione di un'orchestra sinfonica di 60 elementi, la FilmHarmony Orchestra di Breslavia (Polonia); al fine di valorizzare al meglio la dinamica orchestrale del disco, la band ha affidato a Enrico Gabrielli (Calibro 35, Mariposa), che aveva già suonato con la sezione ad archi della FilmHarmony Orchestra quando era stato in tour con Mike Patton, la cura degli arrangiamenti orchestrali.
L'album si compone di 19 tracce, di cui sei sono strumentali. Le registrazioni sono cominciate nel maggio 2012 e sono state curate da Marco Tagliola e dagli stessi Baustelle. L'orchestra sinfonica è stata registrata nella Wroclaw Radio Concert Hall di Breslavia, presso il Polskie Radio Auditorium. Le altre registrazioni sono avvenute presso la Fortezza Medicea di Montepulciano (provincia di Siena), città d'origine della band, presso l'Europäische Akademie für Musik und Darstellende Kunst di Palazzo Ricci, sempre a Montepulciano, e presso il Perpetuum Mobile Studio di Nave (BS). Alcune registrazioni sono state eseguite gli organi a canne della Chiesa del Sacro Cuore di Gesù di Montepulciano Stazione e del Duomo di Montepulciano. Il missaggio, ad opera di Marco Tagliola, è stato fatto presso il Noise Factory di Milano, mentre il disco è stato masterizzato da Giovanni Versari a La Maestà di Tredozio.

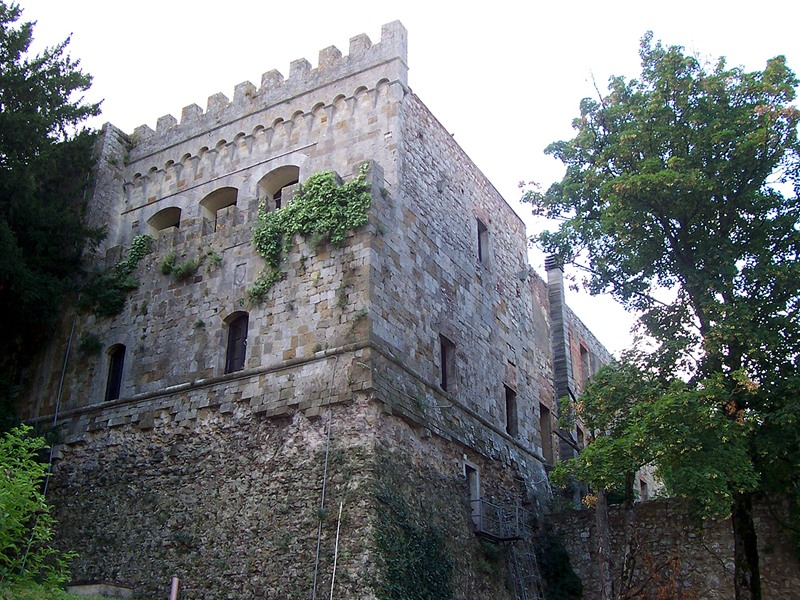
Fortezza Medicea di Montepulciano.
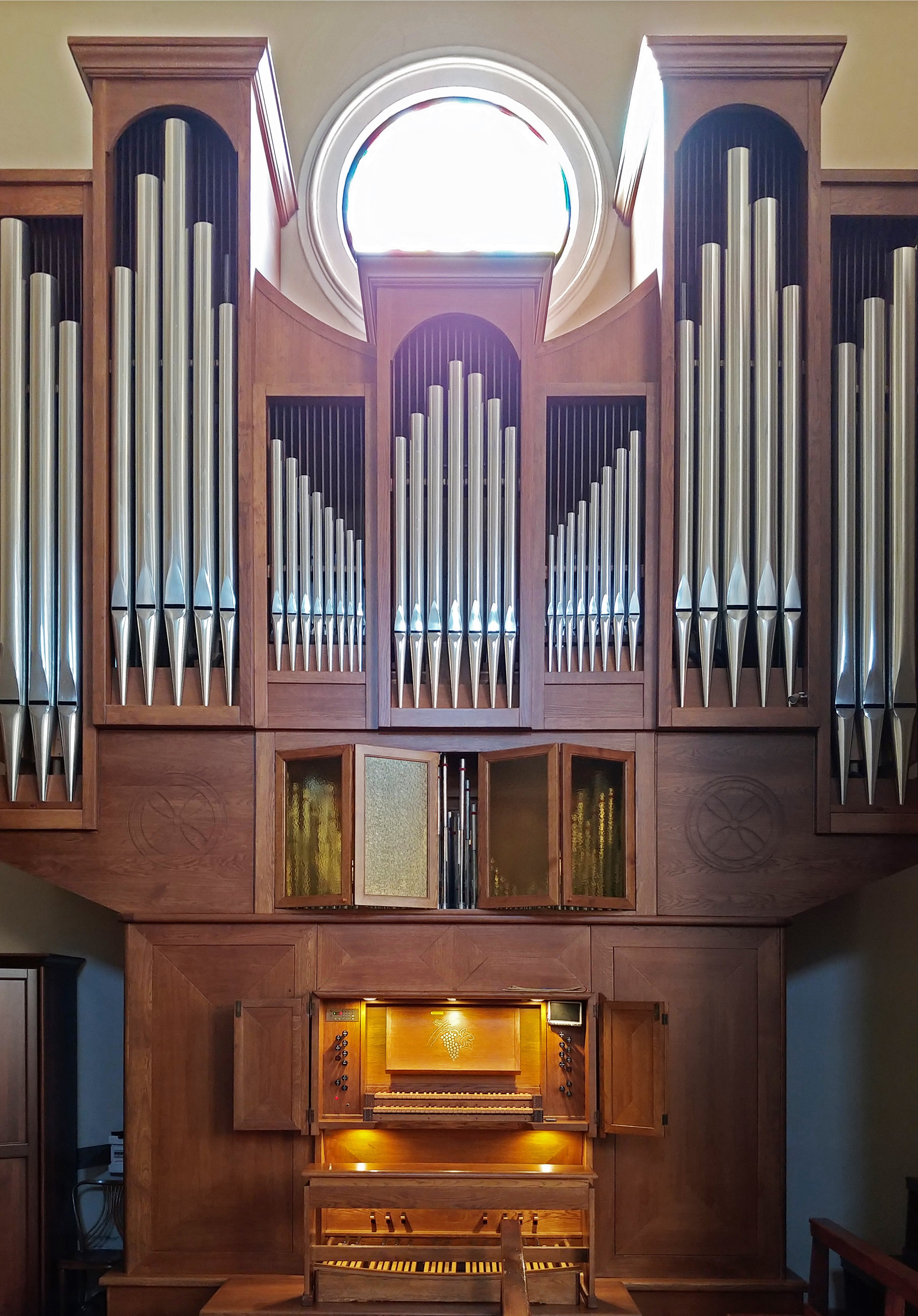
L'organo a canne della chiesa del Sacro Cuore di Gesù di Montepulciano Stazione.
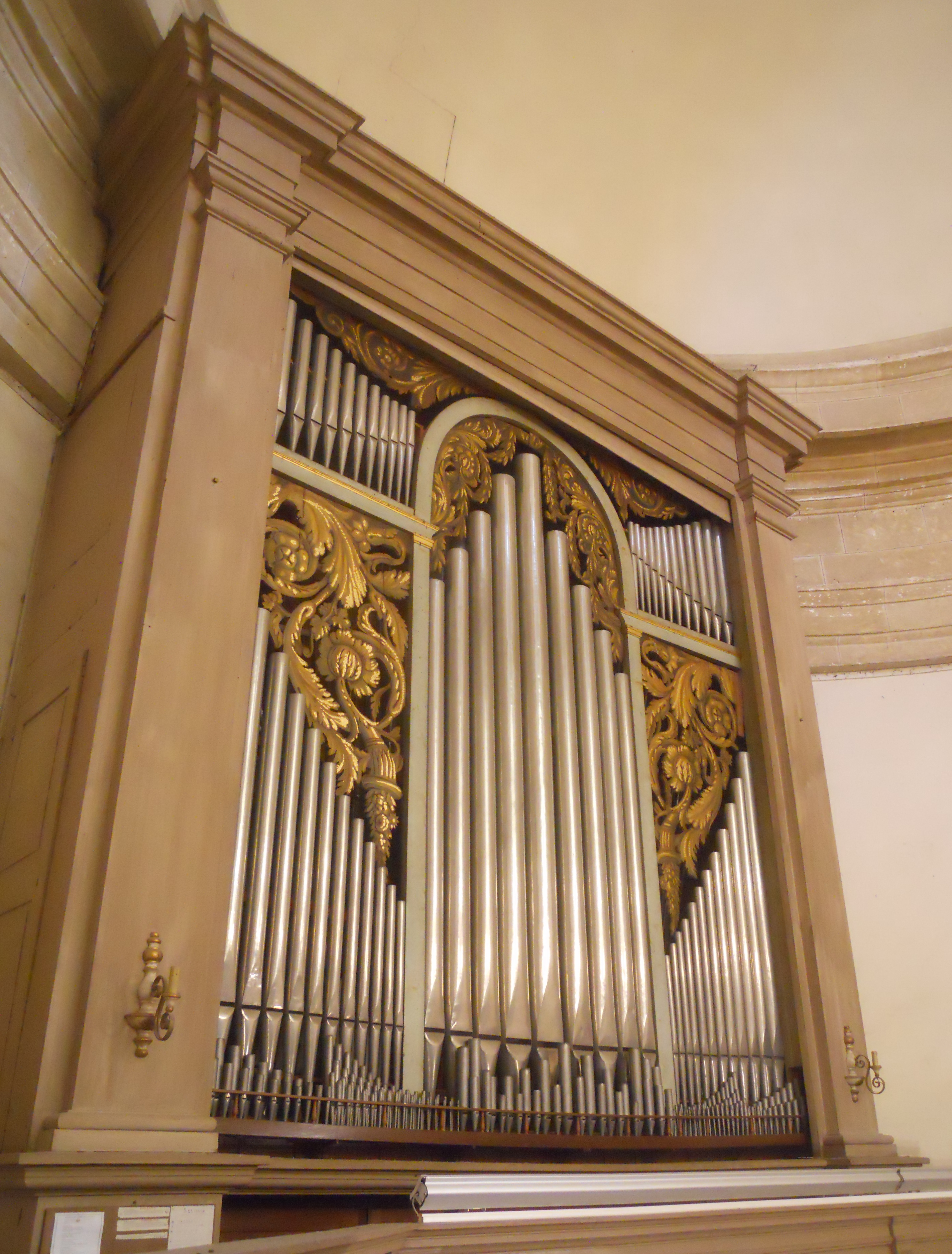
L'organo a canne del Duomo di Montepulciano
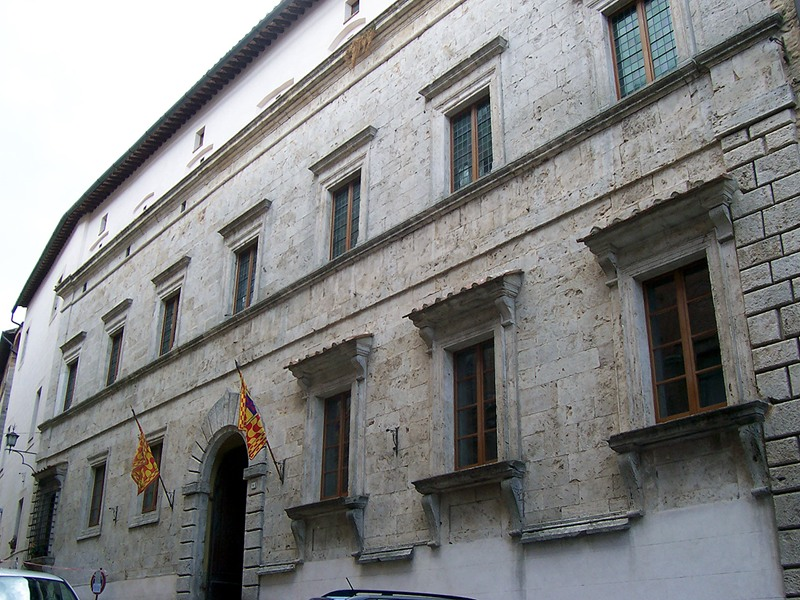
Palazzo Ricci a Montepulciano.

Si tratta del primo album dei Baustelle in cui lo stesso gruppo assume il ruolo relativo alla produzione artistica (con il contributo dell'ingegnere del suono Marco Tagliola). A tal proposito, Bianconi ha dichiarato: «Volevamo toglierci lo sfizio, forse ci sentiamo più sicuri, volevamo anche che ci fosse la nostra visione musicale a trecentosessanta gradi senza nessuno che facesse da filtro. In questo modo non c'è nessuna figura a cui delegare la responsabilità... e infatti è un lavoro grosso e importante che si traduce anche in ansie e fatica, ma va bene così».
In quattro brani, ossia Maya colpisce ancora, Cristina, Radioattività e Il finale, ha collaborato come compositore Diego Palazzo degli Egokid.
Si tratta di un concept album dedicato al tema del tempo. Il Fantasma del titolo, infatti, come affermato da Francesco Bianconi in un'intervista, «sintetizza la nostra idea di tempo: è il passato che appare nel presente. Ma oggi anche il futuro è un fantasma, non ha contorni definiti che avrebbe avuto 25 anni fa. La parola fantasma evoca infinite suggestioni, da Edgar Allan Poe al Canto di Natale di Dickens, passando per la grafica della copertina, che si rifà ai film horror di quarant'anni fa. Ma il solo fantasma di cui avere paura è dentro di noi». Altri temi trattati sono l'amore, l'assenza, la morte, la spiritualità e i temi sociali in generale. Come in molti testi di Bianconi, si trovano nelle canzoni anche molte citazioni e rimandi a diversi autori e opere, come Leopardi (in La morte (non esiste più)), Foscolo e Montale (Monumentale) e Schopenhauer (Maya colpisce ancora).
Essendo presente un arrangiamento orchestrale, sono numerosi i riferimenti musicali relativi alla musica classica, in particolare ad autori del Novecento come Igor Stravinskij, Gustav Mahler, György Ligeti e Richard Wagner, ma anche alla cosiddetta musica concreta. Vi sono inoltre accenni alla musica barocca (in Diorama). Non mancano i riferimenti alle colonne sonore dei film western italiani degli anni settanta e dei film horror, quindi alla musica del maestro Ennio Morricone, che compose musiche per i film di Sergio Leone e Dario Argento (in particolare, l'intro Fantasma (Titoli di testa) richiama il tema de L'uccello dalle piume di cristallo). Inoltre, per l'estensione canora baritonale di Bianconi, per i testi e il lessico, il disco richiama alla musica d'autore di grandi del passato come Piero Ciampi e Fabrizio De André (soprattutto per i temi affrontati in Tutti morimmo a stento), ma anche lo stile musicale e artistico di Franco Battiato.
La canzone L'orizzonte degli eventi era inizialmente intitolata Thursday Django, in onore a Luis Bacalov. Nel brano La natura, che è anche il primo pezzo scritto interamente da Rachele Bastreghi, si può ascoltare una rielaborazione del celebre Adagietto della V Sinfonia di Gustav Mahler, che era stato anche inserito come colonna sonora nel lungometraggio Morte a Venezia di Luchino Visconti.

## Copertina
Come per i precedenti lavori La malavita, Amen e I mistici dell'Occidente, la copertina è realizzata dal fotografo Gianluca Moro. Essa ritrae una bambina (Lucia Tamba) stesa a terra con gli occhi chiusi. Si tratta di un omaggio al cinema horror italiano degli anni settanta, in particolare alla figura di Nicoletta Elmi nei film di Mario Bava e Dario Argento.

## Promozione
Il primo singolo estratto da Fantasma è La morte (non esiste più), pubblicato il 28 dicembre 2012; di questo brano viene diffuso anche un videoclip l'8 gennaio 2013, per la regia di Cosimo Alemà.
Tra il 21 gennaio e il 1º febbraio 2013, Radio 2 ha trasmesso un format di 10 puntate dal titolo Storie di fantasmi (regia di Andrea Cacciagrano), a cui hanno partecipato i Baustelle insieme con Andrea Gentile, Alcide Pierantozzi, Giuseppe Genna, Antonio Riccardi, Massimiliano Viel, Enrico Gabrielli e Sebastiano De Gennaro. Il 29 gennaio 2013 (data di pubblicazione dell'album) il gruppo ha presentato Fantasma alla Feltrinelli di Milano. Nei giorni immediatamente successivi si sono svolti altri appuntamenti, tra cui quelli presso le Feltrinelli di Firenze, Roma e Napoli. Per quanto riguarda il tour promozionale, la "data zero" è prevista a Cosenza il 18 febbraio 2013, mentre sono da segnalare quattro date speciali in cui i Baustelle presentano in anteprima il disco. Tra il 19 e il 25 febbraio 2013, infatti, i Baustelle suonano in anteprima live le nuove canzoni attraverso quattro concerti in altrettanti grandi teatri italiani, accompagnati dall'orchestra sinfonica Ensemble Simphony Orchestra di 48 elementi diretta dal maestro Enrico Gabrielli. Precisamente si esibiscono a Bari, Roma, Firenze e Milano. A partire da marzo 2013 il gruppo intraprende un tour teatrale in giro per l'Italia.
Il 5 giugno 2013 è stato diffuso in anteprima sul sito de La Repubblica il video del brano Nessuno, diretto da Gianluca Moro e Daniele Natali. Il 12 luglio seguente viene pubblicato come terzo singolo il brano Monumentale, accompagnato da un videoclip diretto da Paoloreste Gelfo e diffuso dal 15 luglio seguente.
Due brani tratti da Fantasma, ossia Radioattività e Il futuro, vengono inoltre scelti in versione strumentale per la colonna sonora del film I corpi estranei di Mirko Locatelli (2013). Proprio in contemporanea con l'uscita nelle sale cinematografiche del film I corpi estranei, il 2 aprile 2014 viene diffuso il videoclip del brano Il futuro, diretto dallo stesso Locatelli e interpretato da Filippo Timi, con altri attori del film, le cui scene sono intervallate da altre in cui appaiono anche i tre componenti dei Baustelle.

## Riconoscimenti
Nel luglio 2013 i Baustelle hanno ritirato il Premio Lunezia della Critica per il valore musical-letterario dell'album Fantasma.
Nel settembre 2013 il disco viene inserito nella rosa dei cinque finalisti della Targa Tenco nella categoria "album dell'anno". I Baustelle giungono secondi dietro a Niccolò Fabi con Ecco.

## I brani

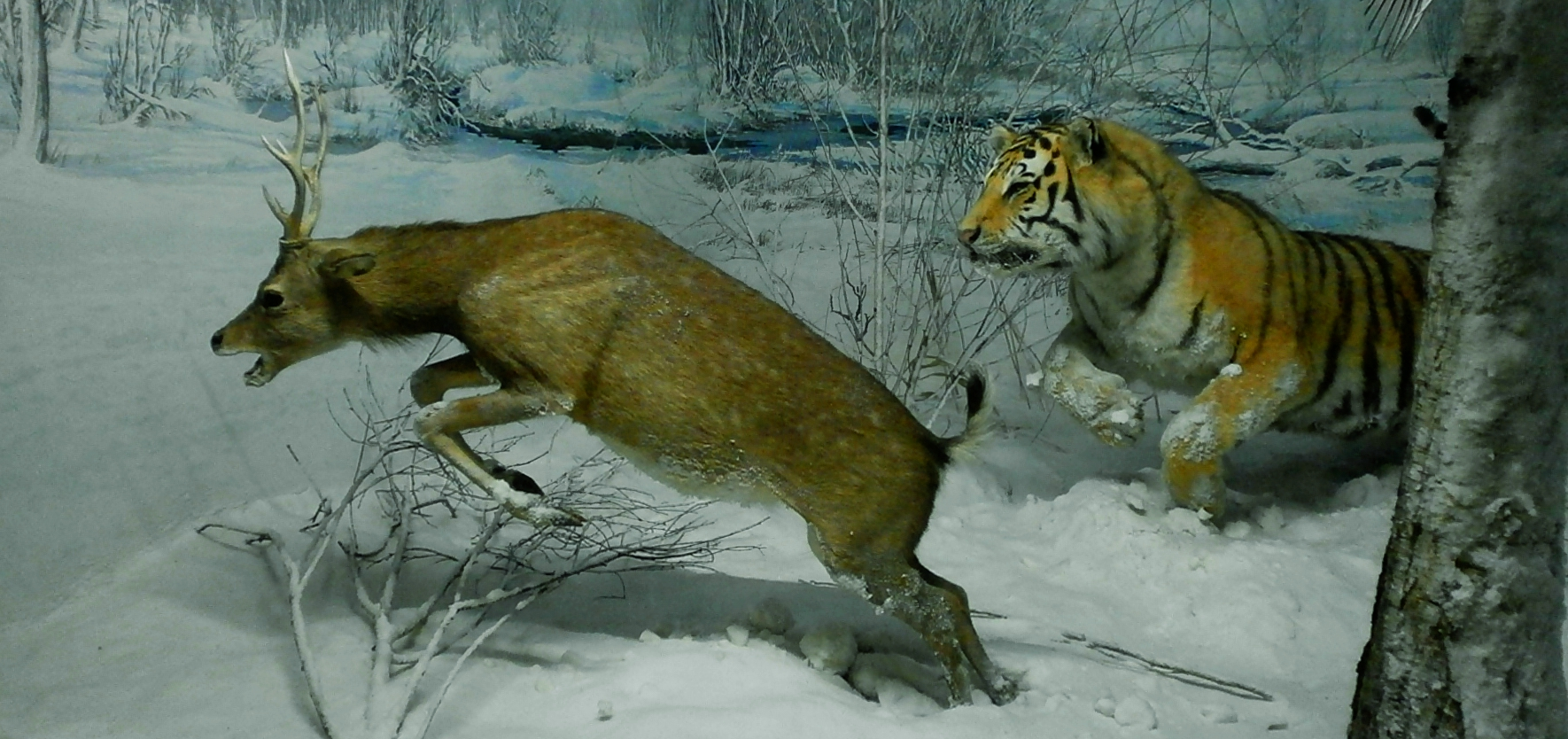
Il brano Diorama si riferisce agli animali imbalsamati del museo di storia naturale di Milano. (In un bosco siberiano per metà / Impantanata nella neve / La bestia feroce punta il cervo / È sul punto di spiccare il salto / E brama la gola)

- Nessuno è una canzone d'amore, ma anche una "chiamata alle armi", come definita da Bianconi.[16]
- La morte (non esiste più) vede l'io narrante rappresentato da un anziano, che sente avvicinarsi la fine della sua esistenza, ma che trova conforto in un canto liberatorio.[16]
- Diorama è ispirata alla poesia Maschio Alpha, contenuta ne Gli impianti del dovere e della guerra (Garzanti, 2004) di Antonio Riccardi e alla frequentazione del museo di storia naturale di Milano.[22]
- Monumentale è ispirata al cimitero Monumentale di Milano,[23] descritto in modo tale da esorcizzare i simboli della morte per eccellenza.
- Il finale è ispirata alla figura di Olivier Messiaen, compositore francese che il 15 gennaio 1941, internato in un campo di lavoro nazista a Görlitz, suonò il suo Quatuor pour la fin du temps davanti a un pubblico composto di prigionieri e guardie.[8][24]
- Nella canzone Maya colpisce ancora, "maya" è una parola sanscrita, al centro anche della riflessione filosofica di Schopenhauer, che vuol dire "illusione". Nella stessa canzone, inoltre, viene citato il mantra Hare Kṛṣṇa, in riferimento sempre alla funzione illusoria della māyā e alle credenze induiste.[25] Si riscontra anche un riferimento alla profezia dei Maya sulla presunta fine del mondo nel 2012. Bianconi ha definito questa una canzone «felicemente pessimista».[16]
- Il futuro è una ballad sullo scorrere inesorabile del tempo "che desertifica", e fa perdere prima o poi ogni cosa, proprio come "in autunno foglie e rami se li porta il vento", e anche se si prova a tornare indietro nulla sarà come prima ("ma saremo noi ad essere più stanchi").
- L'orizzonte degli eventi può essere ispirata al concetto fisico, appunto, l'orizzonte degli eventi.
- Contà l'inverni è il racconto di un carcerato che parla della sua avventura. È cantata in dialetto romanesco ed è ispirata alla canzone Lella di Edoardo De Angelis.[8]

## Accoglienza
| Recensione          | Giudizio |
| ------------------- | -------- |
| la Repubblica XL    |          |
| Ondarock            |          |
| Rockol              |          |
| Rockit              | Positivo |
| Rolling Stone       |          |
| Storia della musica |          |

Fantasma è stato accolto molto positivamente dalla critica e considerato un album ambizioso nelle tematiche, e che divide ma allo stesso tempo unisce il disco alla precedente produzione dei Baustelle. Ne viene esaltata in modo particolare la ricercatezza dello stile e dei contenuti: secondo Rolling Stone Italia «Fantasma è un magnifico lavoro, generato nel momento di grazia di questo laboratorio e rimpinzato di materiali» in cui i Baustelle hanno optato «per una formula esecutiva rischiosa», ma tenuta «prodigiosamente lontano dalla ridondanza». Anche la Repubblica XL sottolinea il coraggio di aver pubblicato un'opera che "rifugge da ogni stereotipo" e fatta "in uguali parti di dolcezza e di tristezza". Storia della Musica azzarda un paragone con la scrittura di Fabrizio De André: la vicinanza si intravede nel "virtuosismo verbale" utilizzato. Molta importanza è stata data dalla critica al potere introspettivo del disco: a tal proposito, secondo il sito Rockit, l'album «non descrive la tua quotidianità, il tuo vissuto (...), tocca comunque un buon numero di nervi scoperti: c'è la paura (...), c'è il vivere in due, e l'idea che uno dei due se ne andrà prima dell'altro». Per Rockol Fantasma è un «progetto da valutare, la costruzione di un album fondamentalmente pop, ma concepito per restare, lontano anni luce da tanta musica usa e getta che caratterizza la nostra epoca». Discorso analogo per Ondarock che scrive: «il potenziale immaginifico qui racchiuso è tutto da scoprire, celato in ogni brano e in ogni passaggio musicale così come in ogni strofa».

## Tracce
Testi di Francesco Bianconi, eccetto dove indicato.
1. Fantasma (Titoli di testa) – 2:03 (musica: Francesco Bianconi, Claudio Brasini)
2. Nessuno – 5:45 (musica: Francesco Bianconi, Rachele Bastreghi, Ettore Bianconi)
3. La morte (non esiste più) – 4:24 (musica: Francesco Bianconi)
4. Nessuno muore – 0:13 (musica: Enrico Gabrielli)
5. Diorama – 7:00 (musica: Francesco Bianconi)
6. Primo principio di estinzione – 0:23 (musica: Francesco Bianconi, Enrico Gabrielli)
7. Monumentale – 4:03 (musica: Francesco Bianconi, Rachele Bastreghi)
8. Il finale – 5:08 (musica: Francesco Bianconi, Diego Palazzo, Alessandro Maiorino)
9. Fantasma (Intervallo) – 1:37 (musica: Claudio Brasini, Francesco Bianconi, Rachele Bastreghi, Enrico Gabrielli)
10. Cristina – 5:34 (musica: Francesco Bianconi, Diego Palazzo, Alessandro Maiorino, Rachele Bastreghi, Claudio Brasini)
11. Il futuro – 5:20 (musica: Claudio Brasini, Francesco Bianconi)
12. Secondo principio di estinzione – 0:36 (musica: Enrico Gabrielli, Francesco Bianconi)
13. Maya colpisce ancora – 4:42 (musica: Francesco Bianconi, Diego Palazzo)
14. L'orizzonte degli eventi – 3:00 (musica: Rachele Bastreghi)
15. La natura – 3:51 (testo: Francesco Bianconi, Rachele Bastreghi – musica: Rachele Bastreghi, Gustav Mahler)
16. Contà l'inverni – 5:07 (musica: Claudio Brasini)
17. L'estinzione della razza umana – 4:46 (musica: Francesco Bianconi)
18. Radioattività – 5:59 (musica: Francesco Bianconi, Diego Palazzo)
19. Fantasma (Titoli di coda) – 3:19 (musica: Francesco Bianconi, Claudio Brasini)

## Formazione

### Gruppo
- Francesco Bianconi – voce (eccetto tracce 4, 6, 9, 12 e 19), chitarra elettrica (tracce 1, 10, 15 e 19), basso (tracce 1, 5 e 18), pianoforte (traccia 3), arrangiamento strumenti ad arco (tracce 3, 5, 7, 10, 13, 14, 17 e 19), chitarra acustica (tracce 5 e 18), cori (traccia 13), minimoog, programmazione drum machine e battimani (traccia 15), programmazione Bfd2 (tracce 17 e 19), megafono (traccia 18), organo Hammond, mellotron e rumorismo (traccia 19)
- Rachele Bastreghi – voce (eccetto tracce 4-6, 12, 16, 17 e 19), organo Hammond (eccetto tracce 4, 6, 9, 12, 14, 16 e 19), pianoforte (tracce 2, 8, 11, 13, 16-18), piano Wurlitzer (traccia 7), cori (traccia 13), battimani (traccia 15)
- Claudio Brasini – chitarra acustica (eccetto tracce 3, 4, 6, 9, 10, 12, 13 e 18), chitarra elettrica (eccetto tracce 4-6, 9, 12 e 14), chitarra classica (traccia 2), voce (traccia 14), rumorismo (traccia 19)

### Altri musicisti
- Enrico Gabrielli – arrangiamento strumenti ad arco (eccetto traccia 1), arrangiamento del coro, celesta (tracce 1, 5, 14 e 15), pianoforte (tracce 5, 9 e 18), flauto traverso (tracce 10, 15 e 19), clavicembalo (tracce 2, 5 e 14), organo Hammond (tracce 14 e 17), clarinetto (tracce 10 e 15), sassofono tenore (traccia 3), fischio (tracce 9)
- Sebastiano De Gennaro – grancassa (tracce 1, 5, 6, 8, 11, 12, 14, 17 e 18), campane tubolari (tracce 1, 3, 5, 13 e 16), windchimes (tracce 1 e 2), triangolo (tracce 1 e 8), timpani (tracce 2, 11, 14 e 17), rullante (tracce 5, 8, 11, 12, 14, 17 e 18), piatti a mano (tracce 5, 8, 10 e 11), piatti sospesi (tracce 5, 8, 11 e 18), vibrafono (tracce 5 e 9), glockenspiel (traccia 5), tam-tam (tracce 8, 17 e 18), blocchetti (tracce 9 e 18), tamburello (tracce 10, 11, 13 e 16), xilofono e semi (traccia 10), woodblock (tracce 11 e 19), nacchere (traccia 11), vibraslap (tracce 16 e 19), bongo (tracce 18 e 19), percussioni (traccia 19)
- Diego Palazzo – voce (traccia 1), chitarra acustica (tracce 8, 10 e 13), chitarra classica (tracce 8 e 10), cori (traccia 13), basso e battimani (traccia 15)
- Emma Bernardini – voce (traccia 1)
- Alessandro Maiorino – basso (tracce 3, 7, 8, 10, 11, 13, 16, 17 e 19)
- Paolo Inserra – batteria (traccia 3, 7, 10, 13, 15, 16, 18 e 19)
- Ettore Bianconi – mellotron (traccia 3), minimoog (tracce 6 e 17), stylophone (traccia 15)
- Mirco Rubegni – tromba (tracce 3, 5 e 10)
- Marco Tagliola – sonagli (tracce 3, 5 e 18), programmazione drum machine (traccia 15), eco Binson (traccia 17)
- Paolo Papalini – fisarmonica (traccia 10)
- Valerio Canè – armonica a bocca (traccia 11)
- Edoardo Fracassi – programmazione drum machine e battimani (traccia 15)

### The Film Harmony Orchestra
Tutti i brani eccetto traccia 1.
- Direttore: Wojciech Rodek
- Concertmaster: Magorzata Kogut - Ślanda
- Direttore artistico: Marcin Mirowski
- Flauti: Jan Krzeszowiec, Ewa Mizerska
- Oboe: Wokciech Merena, Aneta Kolendo
- Clarinetti: Maciej Dobosz, Michał Siciński
- Fagotti: Dariusz Bator, Bartosz Kwasecki
- Corni: Mateusz Feliński, Jerzy Porębski
- Trombe: Piotr Bugaj, Aleksander Zalewski, Justyna Maliczowska
- Tromboni: Paweł Maliczowski, Mariusz Syrowatko, Marcin Wołowiec
- Timpani: Jacek Wota
- Arpa: Magdalena Czopka

Primi Violini
- Małgorzata Kogut - Ślanda (Concertmaster - Solo)
- Tomasz Kulisiewicz
- Dorota Stawinoga
- Wojciech Bolsewicz
- Marta Sochal - Matuszyk
- Alicja Iwanowicz
- Krzysztof Iwanowicz
- Magdalena Pikor
- Dorota Pindur
- Aleksandra Buczek
- Zuzanna Dudzic

Secondi violini
- Kamila Susłowicz
- Tomasz Bolsewicz
- Tymoteusz Rapak
- Olga Kwiatek
- Agata Francuz
- Tomasz Mirowski
- Dorota Żak
- Paweł Kulczycki
- Dorota Gawlikowska

Viole
- Magdalena Gołemberska
- Pawel Brzychcy
- Anna Stagenalska
- Marlena Grodzicka - Myślak
- Michał Mazur
- Piotr Chrupek
- Ewa Hofman

Violoncelli
- Bożena Papała (Solo)
- Jacek Francuz
- Maciej Miłaszewicz
- Monika Łapka
- Maciej Kłopocki
- Beata Kołodziej

Contrabbassi
- Mirosław Mały
- Paweł Jabłczyński
- Mariusz Dziundzio

### Fondazione Cantiere Internazionale di Montepulciano
Corale Poliziana (tracce 1 e 19)
- Direttore: Judy Diodato

Soprani
- Paola Bassi
- Federica Caldesi
- Elisabetta Canapini
- Laura Crestini
- Elisabetta Della Marta
- Giulia Gambacciani
- Chiara Giorgi
- Concetta Leotta
- Carol MacDonald
- Edi Martorini
- Daniela Mosca
- Bianca Nocchi
- Anna Lia Peruzzi

Contralti
- Paola Bernardini
- Simona Canapini
- Monica Cortonesi
- Giuliana Da Silva
- Silvia Dragoni
- Andreina Leita
- Aurora Massoni
- Ida Milesi
- Patrizia Porreca
- Maria Pia Rosignoli
- Susanna Targioni
- Virginia Vannuccini

Tenori
- Woldemaro Abram
- Carlo Crestini
- Adolfo D'Avanzo
- Alfonso Del Ciondolo
- Monica Lippi
- Luigi Pollio

Bassi
- Stefano Bernardini
- Franco Capitini
- Giordano Casini
- Alessandro Collini
- Andrew Lugowsky
- John MacDonald
- Franco Maifrini
- Quirino Marignetti
- Raul Massai
- Paolo Parissi
- Alberto Quinti
- Antonino Zagari

Coro delle voci bianche (traccia 5)
- Direttore: Alessio Tiezzi.
- Voci bianche: Giacomo Zerillo, Leonardo Rossi, Aurora Ranieri, Jacopo Parissi, Andrea Ciacci, Leonardo Bove, Emma Bernardini (anche solista)

## Classifiche

### Classifiche settimanali
| Classifica (2013) | Posizione massima |
| ----------------- | ----------------- |
| Italia            | 2                 |

### Classifiche di fine anno
| Classifica (2013) | Posizione |
| ----------------- | --------- |
| Italia            | 62        |